# حملات و انفجارهای سرطان ۱۳۹۸ کابل
در ۱۰ سرطان ۱۳۹۸ حوالی ساعت ۹ صبح به وقت محلی یک انفجار در شهر کابل رخ داد. در این رویداد، مهاجمان یک موتر پر از مواد منفجره را در نزدیکی مرکز اکمالات ارتش ملی در عقب استدیوم ورزشی کابل در منطقه پل محمود خان منفجر کردند. بنا به آخرین آمار وزارت صحت عامه، تاکنون ۹۳ زخمی از محل رویداد به شفاخانه‌های شهر کابل منتقل شدند و یک نفر از آنان نیز کشته شد. این رویداد با هفتمین دور مذاکرات آمریکا و طالبان در دوحه همزمان بود.
دست کم ۴۵ نفر از جمله ۵ مهاجم کشته شدند و بیش از ۱۰۰ نفر از جمله ۵۱ دانش‌آموز مجروح شدند.

## پیشینه
این حمله زمانی صورت گرفت که طالبان و آمریکا در حال انجام مذاکرات صلح در دوحه قطر هستند. در روزهای قبل از حمله این نیرو حملات مرگباری بر نیروهای امنیتی در سرتاسر کشور انجام داد.

## جزئیات انفجارها
مهاجمان ابتدا یک کامیون بمب‌گذاری شده را منفجر کردند و پس از آن پنج مرد مسلح به یک ساختمان نیم ساز (وابسته به وزارت دفاع) وارد شدند و به روی نیروهای امنیتی افغان و مردمی که در حال خروج از ساختمان بودند آتش گشودند. حمله در دو مرحله صورت گرفت که مرحله اول انفجار یک کامیون بمبگذاری شده در مرکز کابل بود که در ساعات شلوغ روز در منطقه حفاظت شده وزیر اکبر خان منفجر شد.
۵۱ دانش‌آموز مجروح شدند. ساختمان‌های اطراف از جمله دو مدرسه و یک ایستگاه تلویزیون، دفتر فدراسیون فوتبال افغانستان آسیب دیدند. بر طبق گفته نیویورک تایمز در این انفجار ۴۰ نفر کشته شدند.
بعد از این انفجار ۵ مرد مسلح وارد ساختمان نیمه ساز در همان منطقه شدند و بر روی مأموران امنیتی آتش گشودند، در این درگیری که ۷ ساعت طول کشید، ۵ مهاجم کشته شدند.
این انفجار به حدی نیرومند بود که صدای آن در بخش‌های دور دست شهر کابل نیز شنیده شد. وزارت صحت عامه، گفته‌است که تاکنون یک تن که در این رویداد جان باخته‌است و بیش از صد تن دیگر که زخمی شده‌اند، به شفاخانه‌ها انتقال داده شده‌اند. وزارت معارف گفته‌است که ۵۰ دانش‌آموز دو مکتب در شهر کابل زخمی شدند.

## خسارات و تلفات
شاهدان عینی می‌گویند در این انفجار رئیس فدراسیون فوتبال افغانستان زخمی شد. با این همه برخی از رسانه‌های خارجی به نقل از مسئولان امنیتی گفته‌است که در انفجار صبح امروز در کابل ۳۴ تن کشته و دست کم ۶۸ نفر زخمی شده‌است.
مجروحین شامل بسیاری از دانش‌آموزان را به بیمارستان‌های محلی بردند، تصویرهای تلویزیونی بعضی از کودکان مجروح را طوری نشان می‌داد که هنوز کتاب‌هایشان در دستشان بود، مردم منطقه و قانونگذاران مقامات امنیتی را زیر سؤال بردند که چگونه این کامیون به این منطقه که ساختمان‌های مهم از جمله کاخ ریاست جمهوری و سفارت آمریکا در آن است وارد شده‌است.

## مسئولیت حمله
گروه طالبان مسئولیت این حمله را بعهده گرفته و گفته‌است که این حمله به تأسیسات فنی وزارت دفاع بوده‌است. ذبیح‌الله مجاهد، سخنگوی طالبان در صفحه توئیتر خود نوشت: صبح امروز اعضای این گروه بر مرکز پشتیبانی وزارت دفاع افغانستان در کابل حمله کردند و درگیری در این منطقه ادامه دارد.
در ۱۳ سرطان مقامات نظامی افغانستان از کشته شدن فردی به نام قاری سید آقا به عنوان طراح این انفجار خبر دادند.

## واکنش‌ها
- ایران دریابان شمخانی با ارسال نامه‌ای به مشاور امنیت ملی رئیس‌جمهور افغانستان حمدالله محب حمله تروریستی روز دوشنبه در کابل را محکوم نمود.[۲۱]